# Guido Vanderhulst
 (juillet 2022).
La mise en forme du texte ne suit pas les recommandations de Wikipédia : il faut le « wikifier ».
Les points d'amélioration suivants sont les cas les plus fréquents. Le détail des points à revoir est peut-être précisé sur la page de discussion.
- Les titres sont pré-formatés par le logiciel. Ils ne sont ni en capitales, ni en gras.
- Le texte ne doit pas être écrit en capitales (les noms de famille non plus), ni en gras, ni en italique, ni en « petit »…
- Le gras n'est utilisé que pour surligner le titre de l'article dans l'introduction, une seule fois.
- L'italique est rarement utilisé : mots en langue étrangère, titres d'œuvres, noms de bateaux, etc.
- Les citations ne sont pas en italique mais en corps de texte normal. Elles sont entourées par des guillemets français : « et ».
- Les listes à puces sont à éviter, des paragraphes rédigés étant largement préférés. Les tableaux sont à réserver à la présentation de données structurées (résultats, etc.).
- Les appels de note de bas de page (petits chiffres en exposant, introduits par l'outil «  Source ») sont à placer entre la fin de phrase et le point final[comme ça].
- Les liens internes (vers d'autres articles de Wikipédia) sont à choisir avec parcimonie. Créez des liens vers des articles approfondissant le sujet. Les termes génériques sans rapport avec le sujet sont à éviter, ainsi que les répétitions de liens vers un même terme.
- Les liens externes sont à placer uniquement dans une section « Liens externes », à la fin de l'article. Ces liens sont à choisir avec parcimonie suivant les règles définies. Si un lien sert de source à l'article, son insertion dans le texte est à faire par les notes de bas de page.
- La présentation des références doit suivre les conventions bibliographiques. Il est recommandé d'utiliser les modèles {{Ouvrage}}, {{Chapitre}}, {{Article}}, {{Lien web}} et/ou {{Bibliographie}}. Le mode d'édition visuel peut mettre en forme automatiquement les références.
- Insérer une infobox (cadre d'informations à droite) n'est pas obligatoire pour parachever la mise en page.

Pour une aide détaillée, merci de consulter Aide:Wikification.
Si vous pensez que ces points ont été résolus, vous pouvez retirer ce bandeau et améliorer la mise en forme d'un autre article.
 (juillet 2022).
Guido Vanderhulst, né à Kigali (Rwanda) le 29 septembre 1940 et mort à Anderlecht le 15 novembre 2019, est un militant de la protection du patrimoine social et industriel bruxellois. Il est le fondateur de La Fonderie à Bruxelles. Il a été directeur de ce musée jusqu'en 2006. Il a publié de nombreux articles sur le patrimoine industriel, social et portuaire bruxellois. Il est aussi le fondateur du Conseil Bruxellois des Musées.

## Biographie
Guido Vanderhulst est issu d'une famille nombreuse catholique. Son père, employé à l'âge de 17 ans au service des postes, est ensuite affecté au Congo à partir de 1936 et achèvera sa carrière comme directeur provincial de la poste à Léopoldville. Guido termine ses études secondaires au collège jésuite Albert Ier (aujourd'hui Boboto) à Léopoldville.
La famille quitte le Congo lors de l'Indépendance en 1960. Il obtient une licence en sociologie du travail à l'Université catholique de Louvain et une agrégation de l'enseignement secondaire supérieur.
Avec Marie-Noëlle Doutreluigne, il reprend l'ancien Café des Sports, rue de la Colonne 30, à Molenbeek-Saint-Jean, qu'ils baptisent le Café de la Rue. Ce deviendra lieu de réunion, et la base militante de l'action de Guido Vanderhulst dans la défense du quartier populaire du bas Molenbeek. Des concerts y seront régulièrement organisés. Cet immeuble est classé depuis 2007.
Expert du patrimoine industriel, il est l'initiateur de La Fonderie, musée bruxellois de l'industrie et du travail. Membre de la Commission royale des Monuments et des Sites (CRMS), dont il a assuré la présidence, il est aussi un fondateur du Conseil Bruxellois des Musées (a.s.b.l. Brussels Museums). Il est à la base de la sauvegarde de la Tour à Plomb (Bruxelles), du site de Tour et Taxis, du Familistère et du site Godin (Laeken), des bâtiments subsistants de la brasserie Willemans-Ceuppens (Forest), de la meunerie Moulart (Anderlecht), de la brasserie Atlas (Anderlecht), etc.
- 1978-2008, président de l'a.s.b.l. La Rue
- 1983-2006, initiateur, conservateur et directeur de La Fonderie, musée bruxellois des industries et du travail[9]
- 1989-2011, membre de la Commission royale des Monuments et des Sites ; président de cette commission de juin 2008 à janvier 2011
- 1995-2012, fondateur et président du Conseil Bruxellois des Musées
- 2007-2019, vice-président Bruxelles de l'a.s.b.l. Patrimoine industriel Wallonie-Bruxelles
- 2008, fondateur et président de l'a.s.b.l. BruxellesFabriques / Brusselfabriek vzw
- Membre du conseil d'administration de l'International Committee for the Conservation of the Industrial Heritage (TICCIH) ; fondateur et ancien président de sa section belge
- Administrateur de la Société du logement de la Région de Bruxelles-Capitale.

## Engagements
En septembre 1976, il réunit autour de lui un groupe d'habitants, des enseignants, des syndicalistes et des animateurs d’associations comme la Maison de Quartier Bonnevie, la Maison Médicale Norman Bethune, le Sociaale Kultureele Raad, la Porte Verte et la Maison du Canal de la FGTB-Bruxelles. Le groupe prendra le nom de « Collectif Fonderie du Vieux Molenbeek ».  
Sa volonté est de créer une dynamique de quartier pour conquérir le site abandonné des Ateliers et Fonderie et de l’ancienne Compagnie des Bronzes, rue Ransfort à Molenbeek et encourager une réaffectation durable de ces lieux dans un projet mobilisateur (logement, loisirs, emplois, urbanisme, etc.) en tenant compte de l’histoire des personnes et des lieux. En 1978 est fondée l'a.s.b.l. La Rue. Dans ses statuts, La Rue met l'accent sur l'action sociale, sur l'éducation populaire.   
De 1979 jusqu’à sa dissolution en 1983, ce Collectif, structuré par La Rue, sera à l’origine d’autres actions visant à « positiver » les quartiers populaires : la diffusion de La Gazette de Molenbeek, autofinancée et diffusée en porte à porte à 25 000 exemplaires jusqu’en 1982, la mise en couleur blanche de trous dans les trottoirs pour dénoncer l’incurie et le danger, l’appui à une première rencontre de progressistes. Ces diverses activités donnent naissance à la première liste ECOLO-Molenbeek, à la création de l’a.s.b.l. La Fonderie (mai 1983) et à l’acquisition par le Ministère de la Culture, du site de l’ancienne Compagnie des Bronzes devenu le « Centre d’Histoire Sociale et Industrielle », et du site de l’ancien dépôt de bières de la Brasserie Belle-Vue devenu l’Auberge de jeunesse et le parc. 
Toutes ces initiatives émanent de propositions de l’association. Après travaux, l'a.s.b.l La Fonderie prendra possession des locaux en 1986. 

## Distinctions
- Grand Prix de la recherche 2013, EU Prize for Cultural Heritage / Europa Nostra Award pour son étude de faisabilité de la restauration des machines de la brasserie Willemans-Ceuppens (Forest, Bruxelles)[14],[15].

## Hommages
Le Conseil communal de Molenbeek-Saint-Jean donne le nom de Guido Vanderhulst à la passerelle mobile cyclo-piétonne sur le canal de Charleroi, reliant la rue de la Princesse à la rue de Gosselies, nom qui fut attribué à la passerelle en 2022,.

## Publications
- (en) Vanderhulst, G. et Viaene, P., Industrial Archeology in Belgium, TICCIH, 1984
- Vanderhulst, G. et al., Bruxelles : un canal, des usines et des hommes, Bruxelles, Les Cahiers de la Fonderie (no 1), 1986
- Vanderhulst, G., La Fonderie veut sauver la brasserie, Bruxelles, Les Cahiers de la Fonderie (no 8), 1990, « Bières, brasseries, patrimoine industriel », p. 2-11
- Vanderhulst, G., Pignons sur rues : monuments de l'industrie bruxelloise, Bruxelles, La Fonderie, 1990
- Vanderhulst, G. (dir.), Industry, man and landscape : Industrie, homme et paysage, TICCIH-Belgium, 1992, 244 p.
- Vanderhulst, G., Bruxelles, une ville industrielle méconnue, vol. 1, Bruxelles, La Fonderie, coll. « Les dossiers de la Fonderie », 1994
- Valente Soares, P. et Vanderhulst, G., Le patrimoine industriel en Région Bruxelloise, Maisons d'Hier et d'Aujourd'hui (no 112), 1996, p. 36-45
- Vanderhulst, G., La face cachée de la région. Industries et vie sociale, un patrimoine en témoignage, L'archéologie, du néolithique à la révolution industrielle, Liège, Mardaga, 2002, p. 105-120
- Vanderhulst, G., Tour et Taxis, hier et aujourd’hui, Les Cahiers de l’Urbanisme, Bruxelles, juin 2008
- Vanderhulst, G., Tour et Taxis, un quartier en mouvements, La Fonderie / Project T&T, Bruxelles
- Vanderhulst, G., Les portiques et grues du canal, Bruxelles Patrimoines, Bruxelles, 15-16, 2015, p. 34-39

## Vie privée
Il épouse Marie-Noëlle Doutreluigne en 1976.